# Мартин Щатер
Мартин Щатер (на немски: Martin Stather) е германски историк на изкуството и куратор.
Завършил е история на изкуството в Хайделбергския университет, където защитава и дисертация на тема: „Политика по отношение на изкуството на Вилхелм II“.
Ръководител и куратор е на изложбите в Манхаймското художествено дружество. Автор и редактор на многобройни книги и каталози по въпросите на изкуството на XIX и XX век и на съвременното изкуство.

## Трудове
- Xaver Fuhr. Die Mannheimer Jahre. Katalog zur gleichnamigen Ausstellung im Mannheimer Kunstverein, 1994.
- Landvermesser: Landschaftsdarstellungen in der zeitgenossischen Kunst. Katalog zur gleichnamigen Ausstellung im Mannheimer Kunstverein, 1996
- Einer frohen Zukunft entgegen – Kunst der DDR der 50er Jahre. Katalog zur gleichnamigen Ausstellung im Mannheimer Kunstverein, 1998.
- Norbert Bisky: Abgesagt. Katalog zur gleichnamigen Ausstellung im Mannheimer Kunstverein, 2004.